# Psychological Bulletin
Psychological Bulletin és una revista acadèmica bimestral internacional fundada el 1904 per James Mark Baldwin, psicòleg de la Johns Hopkins University i publicada per l'Associació Americana de Psicologia (APA). Publica principalment articles d'avaluació integradora i articles de revisió (revisions i metaanàlisi). L'actual editor en cap és Stephen P. Hinshaw (Universitat de Califòrnia, Berkeley).